# آرزوهای بزرگ (آلبوم ایمی لی)
آرزوهای بزرگ (به انگلیسی: Dream Too Much) آلبوم کودکانه‌ای از ایمی لی خوانندهٔ اصلی گروهٔ موسیقی راک آمریکایی اونسنس می‌باشد که توسط خود لی و چندتا از اعضای خانوادهٔ درجهٔ یک وی نوشته شده‌است. آرزوهای بزرگ در ۳۰ سپتامبر سال ۲۰۱۶ از سوی آمازون پرایم منتشر گردید.

## فهرست ترانه‌ها
| شماره      | نام                 | نویسنده(ها)                      | مدت   |
| ---------- | ------------------- | -------------------------------- | ----- |
| ۱.         | «با من بمان»        | بن ئی. کینگ جری لیبر مایک استولر | ۲:۱۸  |
| ۲.         | «آرزوهای بزرگ»      | ایمی لی لوری لی                  | ۳:۰۵  |
| ۳.         | «زنبور و اردک»      | ای. لی                           | ۰:۳۶  |
| ۴.         | «من خسته نیستم»     | ای. لی ال. لی                    | ۲:۱۵  |
| ۵.         | «پرندهٔ کوچک»        | لی. لی جان لی                    | ۳:۲۳  |
| ۶.         | «آلیس»              | ای. لی                           | ۰:۴۷  |
| ۷.         | «اردک پلاستیکی»     | جیم هنسن                         | ۲:۰۸  |
| ۸.         | «سلام، خداحافظ»     | جان لنون پل مک‌کارتنی             | ۲:۵۹  |
| ۹.         | «الاغ و مرغ»        | ای. لی                           | ۱:۲۳  |
| ۱۰.        | «پایان کتاب»        | ای. لی ال. لی جی. لی جاش هارتزلر | ۲:۵۸  |
| ۱۱.        | «اگر تو یک ستاره‌ای» | ای. لی جی. لی هارتزلر            | ۲:۵۶  |
| ۱۲.        | «شب بخیر عشقم»      | جورج موتولا جان ماراسکالکو       | ۲:۴۳  |
| مجموع مدت: | مجموع مدت:          | مجموع مدت:                       | ۲۷:۳۱ |